# Kanton Romorantin-Lanthenay-Nord
Kanton Romorantin-Lanthenay-Nord (francouzsky Canton de Romorantin-Lanthenay-Nord) je francouzský kanton v departementu Loir-et-Cher v regionu Centre-Val de Loire. Tvoří ho pět obcí.

## Obce kantonu
- Courmemin
- Millançay
- Romorantin-Lanthenay (severní část)
- Veilleins
- Vernou-en-Sologne